# Иннес, Кристофер
Кристофер Иннес (англ. Christopher David Innes; 6 октября 1941, Ливерпуль — 19 июня 2017) — канадский театровед.
Окончил Оксфордский университет (1967), стажировался в Мюнхенском (1965—1966) и Трирском (1968—1969) университетах. С 1969 года преподавал в Йоркском университете, заслуженный профессор. Он был членом Королевского общества Канады.
Основные труды Иннеса связаны с новейшей историей театра. Ему принадлежат монографии об Эрвине Пискаторе (англ. Erwin Piscator's political theatre; the development of modern German drama; 1972) и Гордоне Крэге (1983), обзорные книги о послевоенной германской драматургии (англ. Modern German drama: a study in form; 1979) и британской драматургии XIX—XX веков (англ. Modern British drama, 1890–1990; 1992), история авангардного театра (англ. Avant garde theatre, 1892–1992; 1993) и ряд других книг. Под редакцией Иннеса вышел «Кембриджский путеводитель по Джорджу Бернарду Шоу» (англ. The Cambridge companion to George Bernard Shaw; 1998); в соавторстве с Марией Шевцовой Иннесу принадлежит всеобъемлющее «Введение в театральную режиссуру» (англ. The Cambridge Introduction to Theatre Directing; 2013).